# Szuizen
A szuizen (吹禅) a zen buddhizmus gyakorlatának egyik formája. A kifejezés fúvós elmélyülést jelent, megkülönböztetve a zen meditáció e formáját a zazentől, az ülő elmélyüléstől. A szuizen azért fúvós meditáció, mert hagyományosan a sakuhacsi nevű bambuszfuvolával végzik, lényegében azonban bármilyen fúvós hangszeren gyakorolható. Mint a zazenban, a kontrollált alhasi légzés itt is kulcsszerepet játszik. A szuizen nem európai értelemben vett zenei tevékenység, hanem a hallhatóvá tett kilégzés gyakorlata. Alapgondolata szerint a rendszeres, kitartó fúvós hangszeres gyakorlás épp úgy lehetővé teszi a megvilágosodás elérését, mint az ülő meditáció.